# Admiral Grigorovič (fregata)
Admiral Grigorovič je fregata razreda Burevestnik Ruske vojne mornarice. Poimenovana je po admiralu Ivanu Konstantinoviču Grigoroviču, vrhovnemu poveljniku Ruske imperialne mornarice med letoma 1911 in 1917. Gredelj ladje je bil položen 18. decembra 2010 v ladjedelnici Jantar v Kaliningradu, splavljena pa je bila 14. marca 2014. 11. marca 2014 je bila predana 30. diviziji ladij Črnomorske flote z matičnim pristaniščem v Sevastopolu. Razred Burevestnik je konstruiral Severni konstruktorski biro iz Sankt Peterburga.
Novembra 2016 je bil Admiral Grigorovič v sklopu ruskega posredovanja v sirski državljanski vojni nameščen v Sredozemsko morje in izstrelil rakete Kalibr.
Avgusta 2018 je bil s sestrsko ladjo Admiral Essen ponovno nameščen v Sredozemsko morje, kjer je okrepil 5. operativno eskadro.
Maja 2020 je bil nameščen v Indijski ocean, junija pa se je vrnil v Sevastopol. Decembra je bil ponovno nameščen v Sredozemsko morje, februarja 2021 pa je obiskal Karači v Pakistanu in Port Sudan v Sudanu.
Od začetka leta 2022 je v Sredozemskem morju.